# Liste der denkmalgeschützten Objekte in Rtyně v Podkrkonoší
Grundlage dieser Liste der denkmalgeschützten Objekte in Rtyně v Podkrkonoší ist die ÚSKP-Liste (Ústřední seznam kulturních památek České republiky, deutsch Zentrale Liste der Kulturdenkmäler der Tschechischen Republik), die von der tschechischen Denkmalschutzbehörde NPÚ (Národní památkový ústav, deutsch Nationale Denkmalbehörde) seit 1987 geführt wird und an die seit dem Jahr 1850 geschaffenen Listen anschließt.
Die Liste umfasst die Kulturdenkmale der Gemeinde Rtyně v Podkrkonoší (Hertin) im Okres Trutnov. 

## Rtyně v Podkrkonoší (Hertin)
| Lage                                                | Objekt                                                                       | Beschreibung | ÚSKP-Nr.                  | Bild                                                       |
| --------------------------------------------------- | ---------------------------------------------------------------------------- | --- | ------------------------- | ---------------------------------------------------------- |
| Rtyně v Podkrkonoší, Kostelecká 141 (Standort)      | Ehem. Stallungen des Gemeindeamts – Denkmal für den Aufstand der Leibeigenen | Bürgermeisterei – die ehemaligen Stallungen, als Denkmal für den Aufstand der Leibeigenen | 16543/6-3660 Info Katalog | weitere Bilder                                             |
| Rtyně v Podkrkonoší, Zemědělská 10 (Standort)       | Bauernhaus Nr. 10                                                            | Bauerngehöft | 12748/6-5818 Info Katalog | Bauernhaus Nr. 10                                          |
| Rtyně v Podkrkonoší, Hronovská 53 (Standort)        | Bauernhaus Nr. 53                                                            | Bauerngehöft | 13118/6-5794 Info Katalog | Bauernhaus Nr. 53                                          |
| Rtyně v Podkrkonoší, Friedhof (Standort)            | Grab des Bürgermeisters Antonín Nývlt                                        | Das Grab von Anton Nyvlt (1721–1782), Bürgermeister von Rtyně | 21488/6-5104 Info Katalog | Grab des Bürgermeisters Antonín Nývlt                      |
| Rtyně v Podkrkonoší, Ulička 11 (Standort)           | Suchánkův Mühle                                                              | Wassermühle Suchánkův – Volksarchitektur (um 1800) | 24171/6-3658 Info Katalog | weitere Bilder                                             |
| Rtyně v Podkrkonoší, proti bývalé rychtě (Standort) | Statue des Rebellen Antonín Nývlt, Bürgermeister von Rtyně                   | Sandsteindenkmal aus dem Jahr 1975 von František David mit der Darstellung des Bürgermeisters Anton Nyvlt als Hinweis auf den Bauernaufstand von 1775. | 32933/6-5105 Info Katalog | Statue des Rebellen Antonín Nývlt, Bürgermeister von Rtyně |
| Rtyně v Podkrkonoší, Úpická 15 (Standort)           | Bauernhaus Nr. 15                                                            | Bauerngehöft | 34238/6-3659 Info Katalog | Bauernhaus Nr. 15                                          |
| Rtyně v Podkrkonoší, bei Nr. 546 (Standort)         | Kriegerdenkmal 1. und 2. Weltkrieg                                           | Kriegerdenkmal 1. und 2. Weltkrieg | 35756/6-5148 Info Katalog | Kriegerdenkmal 1. und 2. Weltkrieg                         |
| Rtyně v Podkrkonoší (Standort)                      | Befreiungsdenkmal                                                            | Befreiungsdenkmal | 44946/6-5149 Info Katalog | BW                                                         |
| Rtyně v Podkrkonoší, Úpická 24 (Standort)           | Bauernhaus Nr. 24                                                            | Bauerngehöft | 41618/6-3661 Info Katalog | Bauernhaus Nr. 24                                          |
| Rtyně v Podkrkonoší (Standort)                      | Kirche St. Johannes der Täufer                                               | Das Areal der Dorfkirche St. Johannes der Täufer mit freistehendem hölzernem Glockenturm, dominierend für den Ort und seine Umgebung. Barocker Bau, in der jetzigen Form 1679 erbaut, 1768 durch den Chor ergänzt, oberhalb des Platzes im südlichen Teil der Stadt. Einfacher Bau aus Bruchsteinen, inmitten eines ummauerten Friedhofs. Der hölzerne Glockenturm befindet sich in der Mitte des Friedhofs, westlich der Pfarrkirche. | 47084/6-3653 Info Katalog | weitere Bilder                                             |